# Kleinvenediger
Der Kleinvenediger ist ein 3468 m ü. A. hoher, stark vergletscherter Berggipfel im Zentrum der Venedigergruppe. Er ist vom benachbarten Großvenediger durch die Venedigerscharte (3387 m) getrennt.
Über seine Erstbesteigung ist nichts bekannt, da er wohl im Rahmen einiger früher Großvenediger-Touren erstiegen worden ist, so erstmals explizit geschildert von Erzherzog Rainer von Österreich, Graf Heinrich Wurmbrand sowie deren Führern am 14. September 1863.

## Topographie
Der Kleinvenediger verfügt über ein hohes Gletscherdach mit schräger Firnfläche, das sich sanft zum Oberen Keesboden hin neigt. Der Kleinvenediger wird dabei im Nordosten vom Viltragenkees, im Südosten vom Schlatenkees bzw. dessen oberen Kessboden sowie im Westen vom Ober- und Untersulzbachkees begrenzt. Der Kleinvenediger fällt nach Nordwesten zur sogenannten Venediger-Nordmulde steil ab, wobei der Nordgrat eine lange Verbindung zum Untersulzbachtörl bildet. Die wuchtige Nordwand fällt hingegen zum Viltragenkees ab. Der Nordostrücken endet im Schlatenkeeskopf (3147 m), wobei der Nordostgrat ebenfalls zum Viltragenkees abfällt.

## Anstiegsmöglichkeiten
Der Normalanstieg auf den Kleinvenediger (Schwierigkeitsgrad I) erfolgt von Süden und führt von der Venedigerscharte über einen Schneerücken mit etwa 10° zum mäßig geneigten Firngipfel. Obwohl der Aufstieg nur rund eine halbe Stunde von der Venedigerscharte benötigt, wird der Kleinvenediger auf Grund der Nähe zum Großvenediger nur selten begangen. Weitere Zustiegsmöglichkeiten finden sich beispielsweise über den Ostanstieg aus dem Firnboden des Schlatenkees (3195 m) im Nordbogen zum Gipfel (Schwierigkeitsgrad I) oder vom Untersulzbachtörl über den Nordgrat (erstmals am 15. August 1889 von einem Unbekannten mit J. Ensmann begangen, Schwierigkeitsgrad II).